# 伊太祁曽神社1号墳
伊太祁曽神社1号墳（いたきそじんじゃいちごうふん）は、和歌山県和歌山市伊太祈曽にある古墳。形状は円墳。伊太祁曽神社古墳群を構成する古墳の1つ。和歌山市指定史跡に指定されている。

## 概要
和歌山県北西部、伊太祁曽神社（延喜式内社）境内の丘陵上に築造された古墳である。一帯では本古墳のほか円墳2基（2号墳・3号墳）が所在し、伊太祁曽神社古墳群を形成する。現在までに墳丘西側は削平を受けている。
墳形は円形で、直径16メートル・高さ5メートルを測る。埋葬施設は両袖式の横穴式石室で、西方向に開口する。岩橋千塚古墳群を中心に分布する岩橋型横穴式石室の代表例の1つで、玄室に棺台（屍床）・石棚1枚・石梁2本を伴う。副葬品は詳らかでない。築造時期は古墳時代後期の6世紀代と推定される。
古墳域は2021年（令和3年）に和歌山市指定史跡に指定されている。なお、2号墳・3号墳の内部主体や出土遺物は明らかでない。

## 埋葬施設

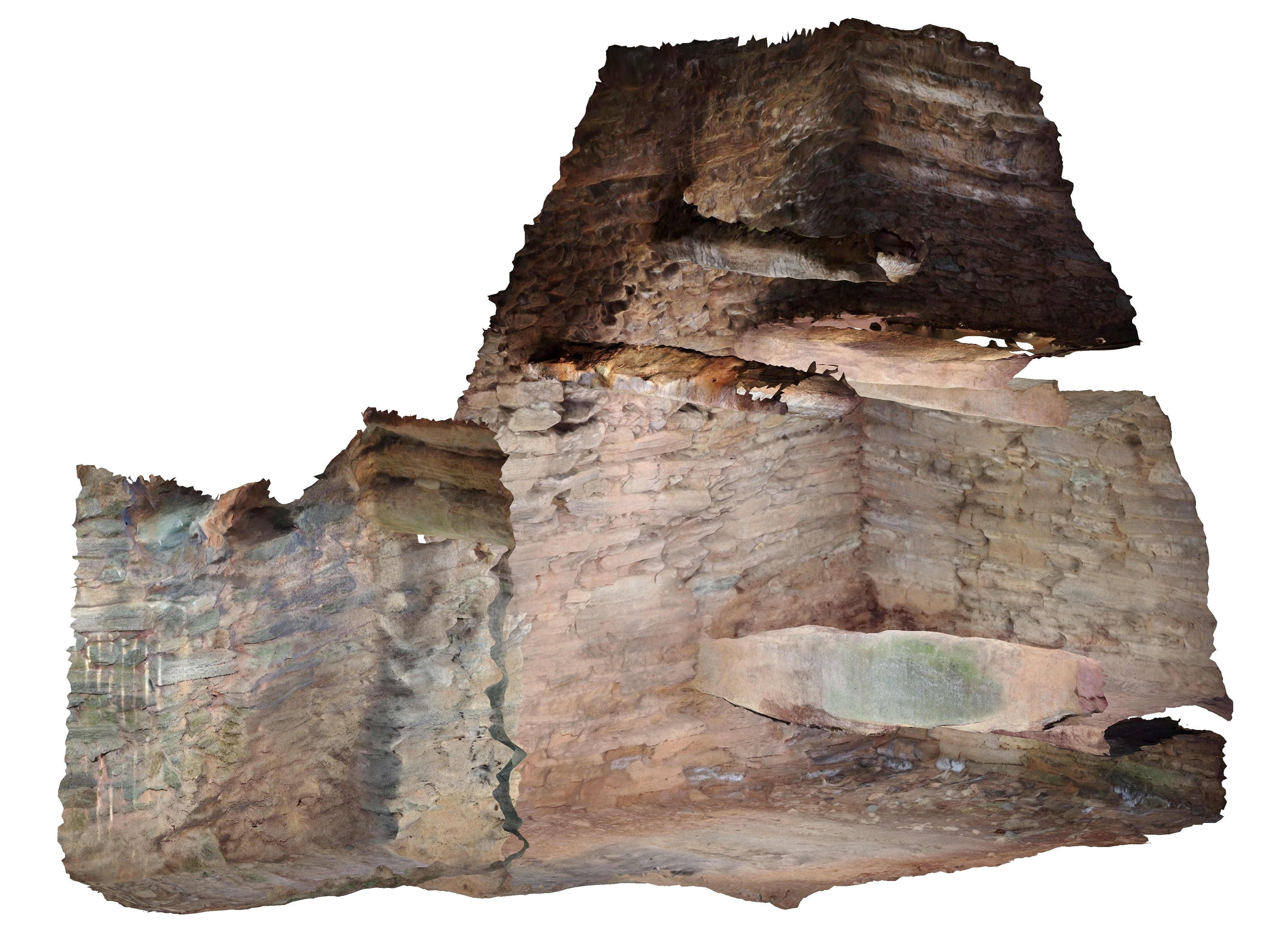
石室俯瞰図左から右に、羨道・玄室通廊・玄室。玄室には下から棺台（屍床）・石棚・石梁が架かる。

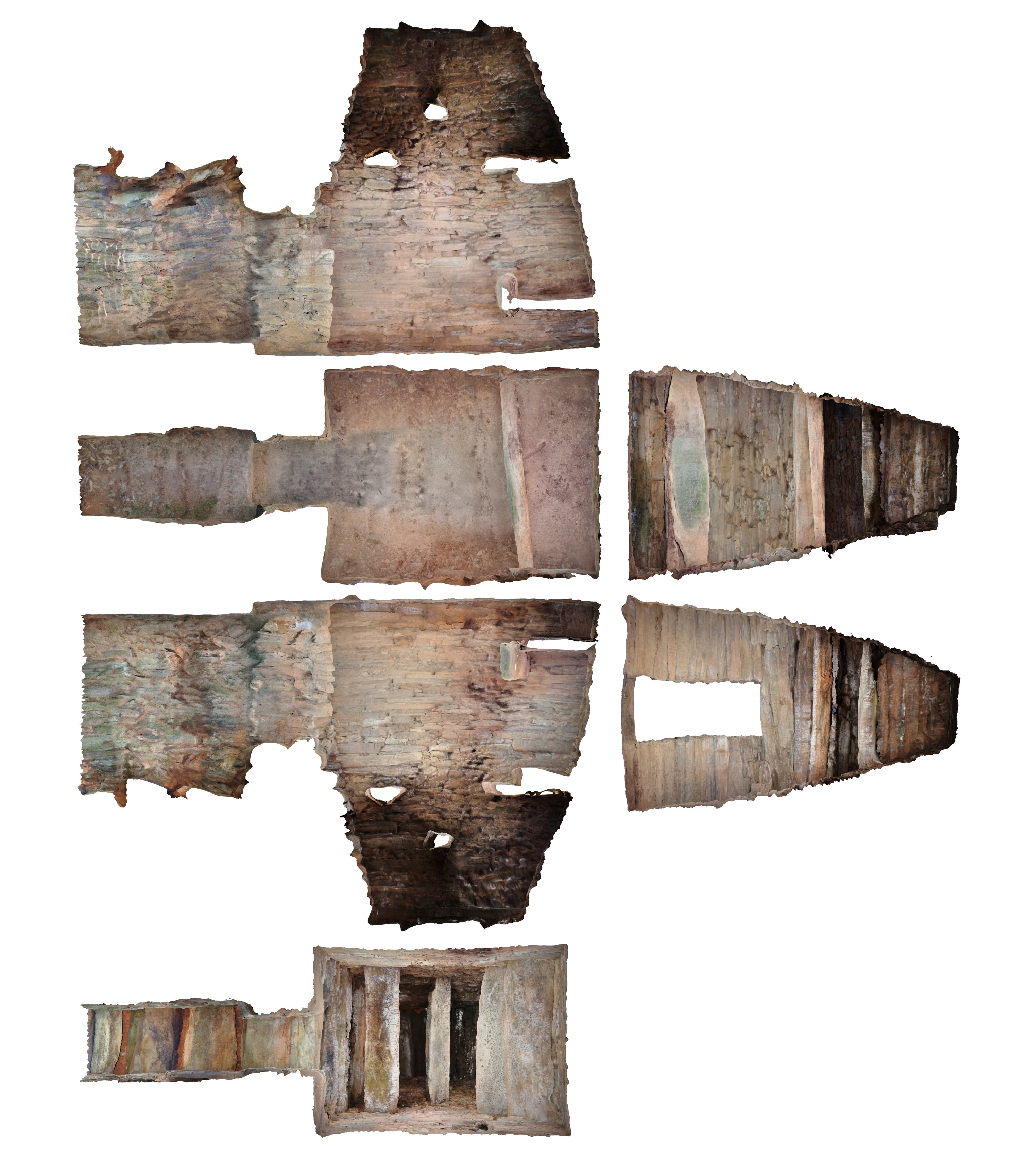
石室展開図

埋葬施設としては両袖式横穴式石室が構築されており、西方向に開口する。石室の規模は次の通り。
- 石室全長：5.6メートル
- 玄室：長さ2.8メートル、幅2.1メートル、高さ3.4メートル
- 玄室前道（通廊）：長さ0.8メートル、幅0.75メートル、高さ1.4メートル
- 羨道：長さ約1.8メートル、幅約0.9メートル（羨門部）・約0.8メートル（開口部）、高さ約1.5メートル

石室の石材は結晶片岩。玄室には棺台（屍床）・石棚・石梁3本を伴い、岩橋千塚古墳群で特徴的な岩橋型横穴式石室になる。石室は板石の小口積みで、持ち送って構築される。
- 棺台 - 両側壁に組み込まれ、奥壁に接する。長さ0.7メートル・幅2.1メートル[1]。
- 石棚 - 床面からの高さ1.7メートルにおいて、奥壁・両側壁に組み込まれる。長さ0.18メートル・幅0.55メートル・厚さ0.18メートル[1]。
- 石梁3本 - 内容は以下。
  - 床面からの高さ1.85メートルにおいて、長さ1.75メートル・幅0.3メートルの1本[1]。
  - 床面からの高さ1.9メートルにおいて、長さ1.8メートル・幅0.45メートル・厚さ0.2メートルの1本[1]。
  - 床面からの高さ2.4メートルにおいて、長さ1.4メートル・幅0.2メートル・厚さ0.2メートルの1本[1]。

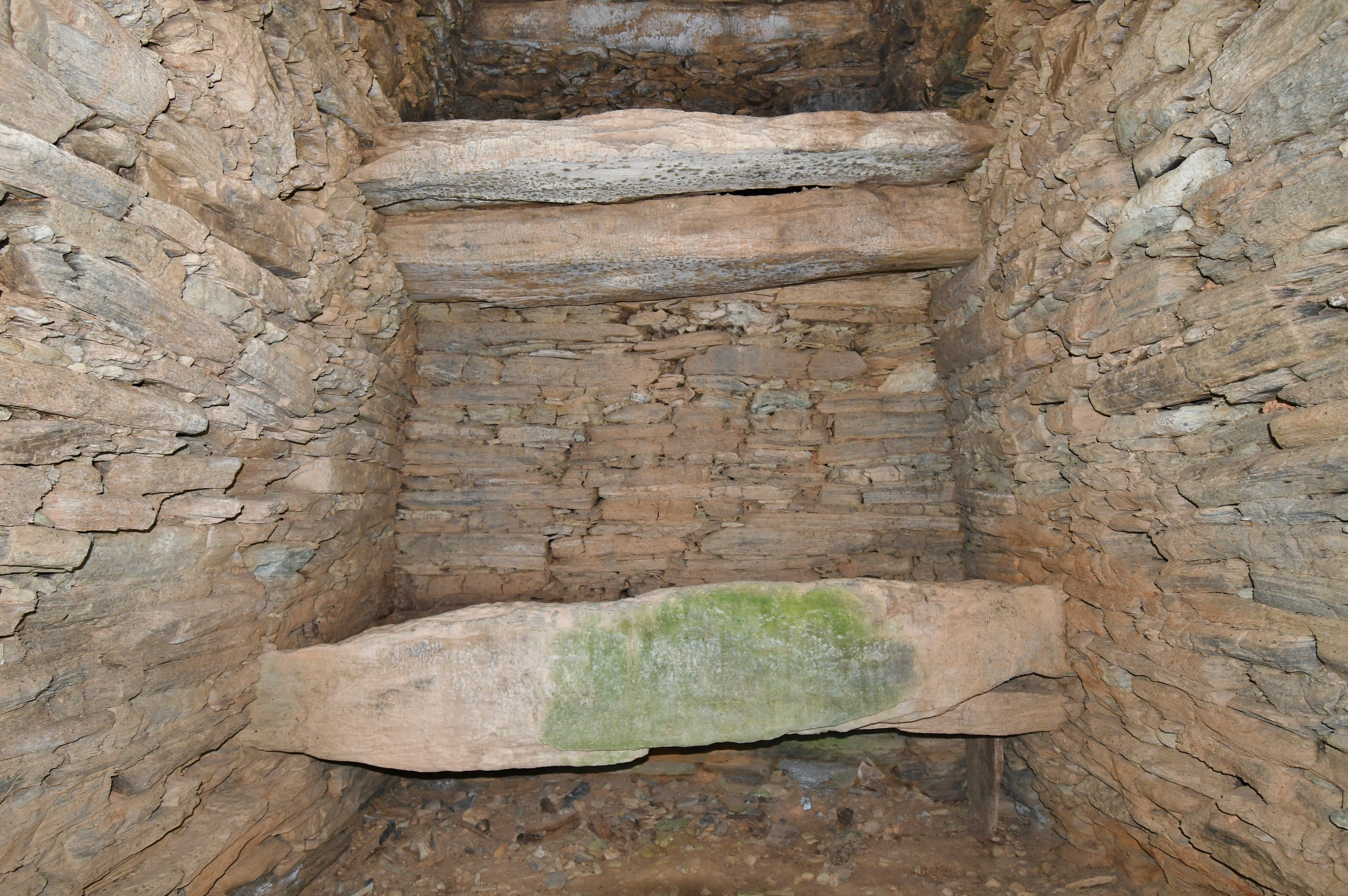
玄室（奥壁方向）
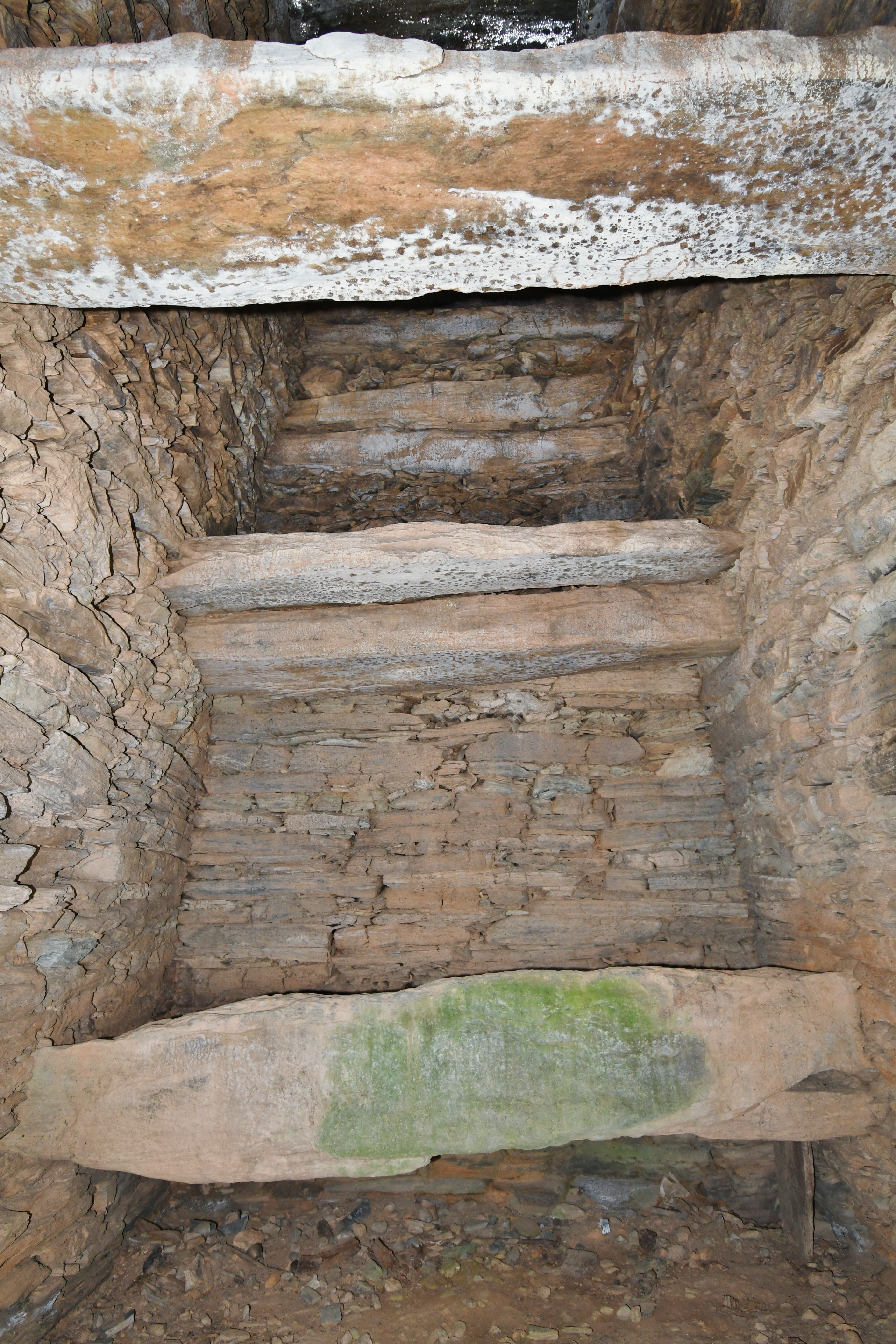
玄室（奥壁方向）
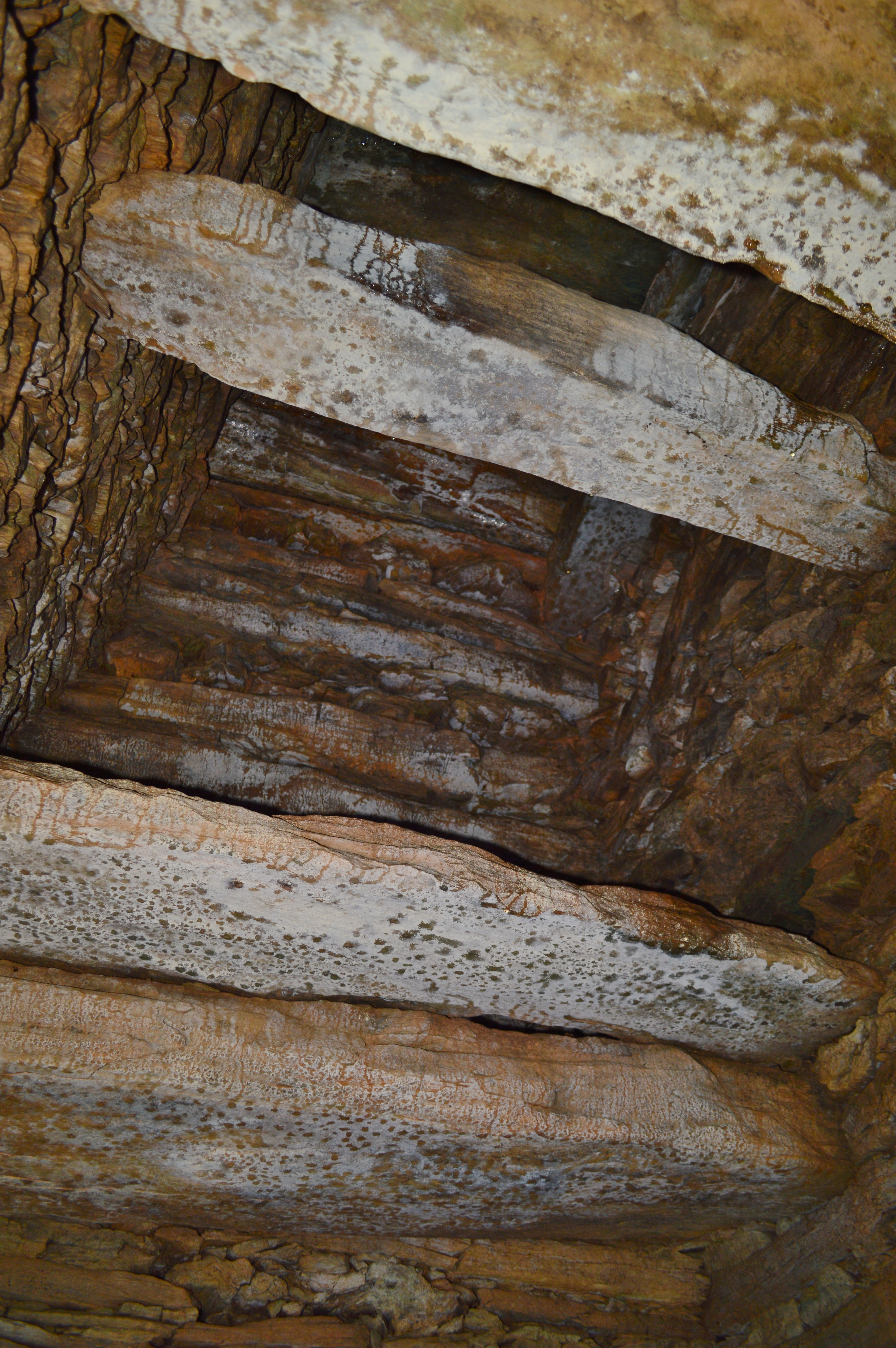
玄室上方 下に石棚、上に石梁、最上奥に天井石。
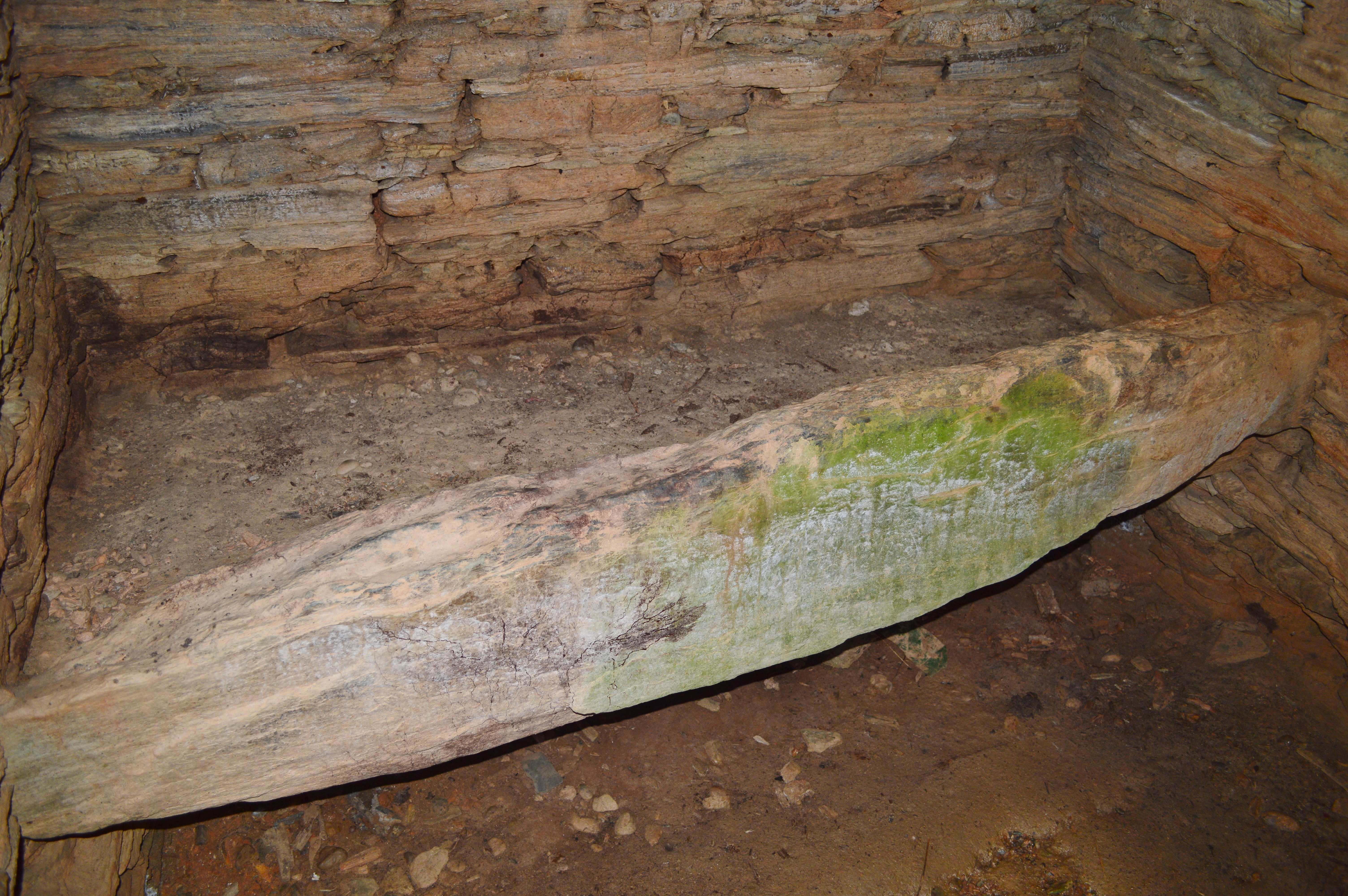
玄室の棺台（屍床）
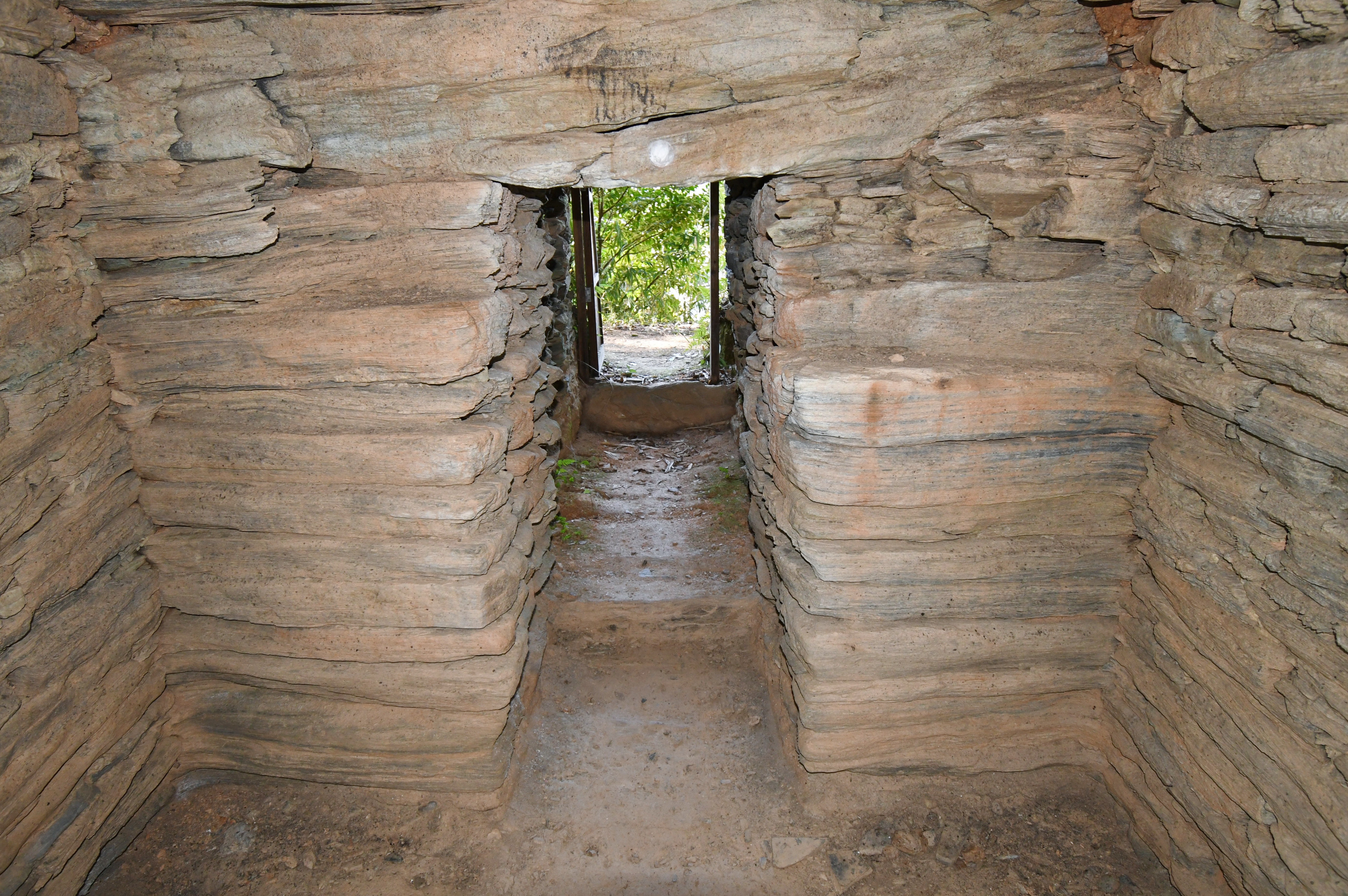
玄室（開口部方向）
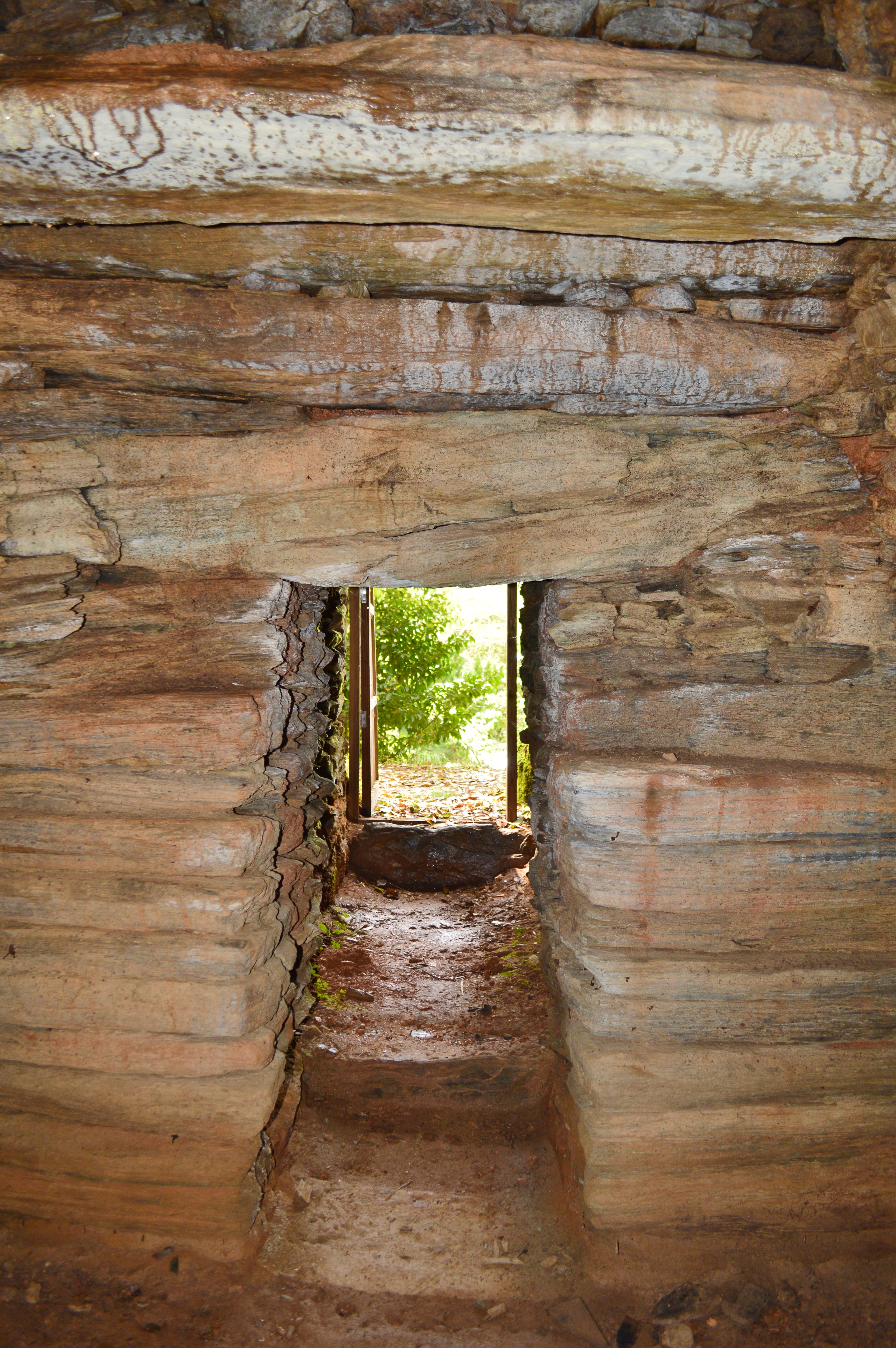
玄室（開口部方向）
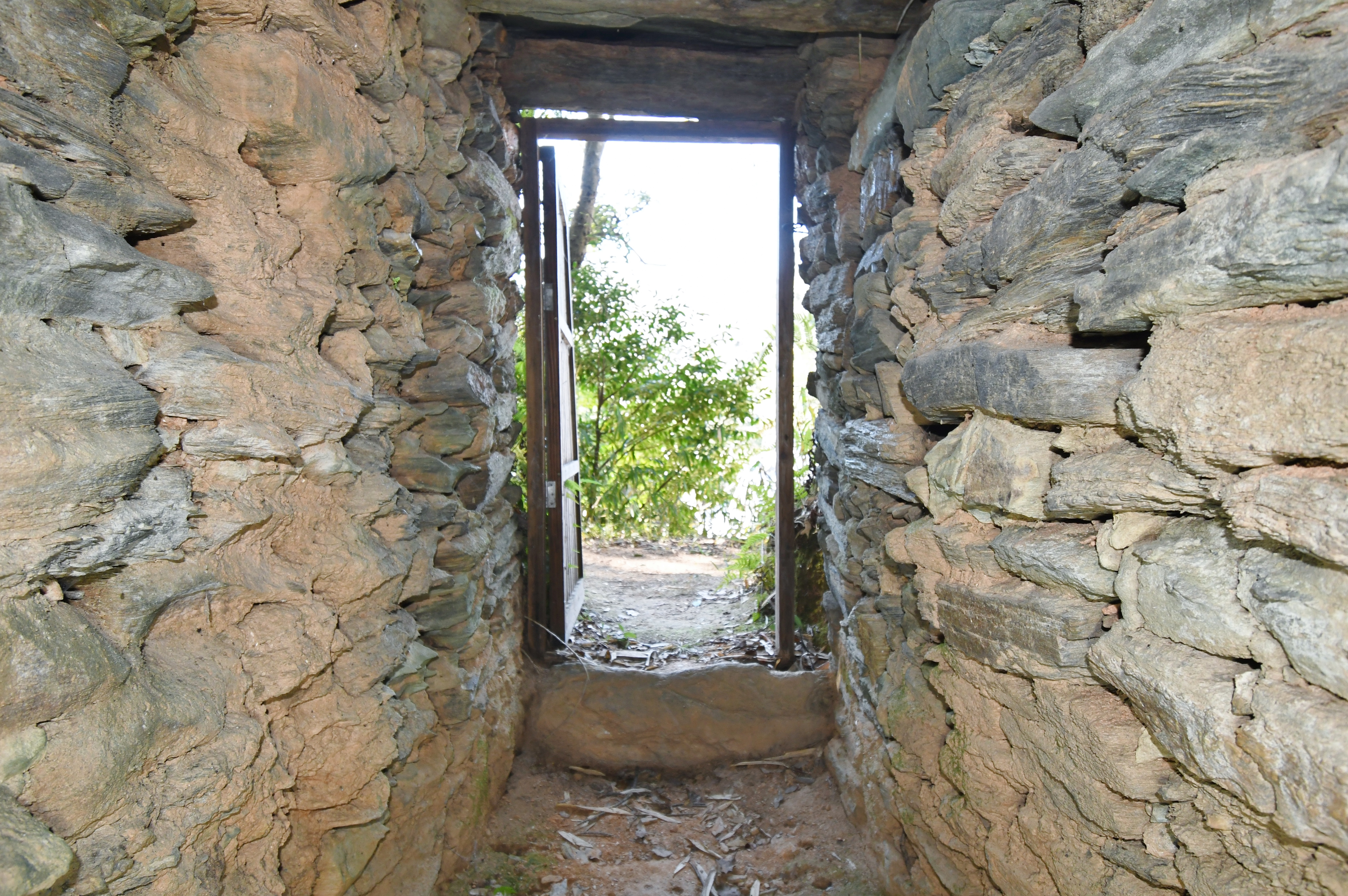
羨道（開口部方向）
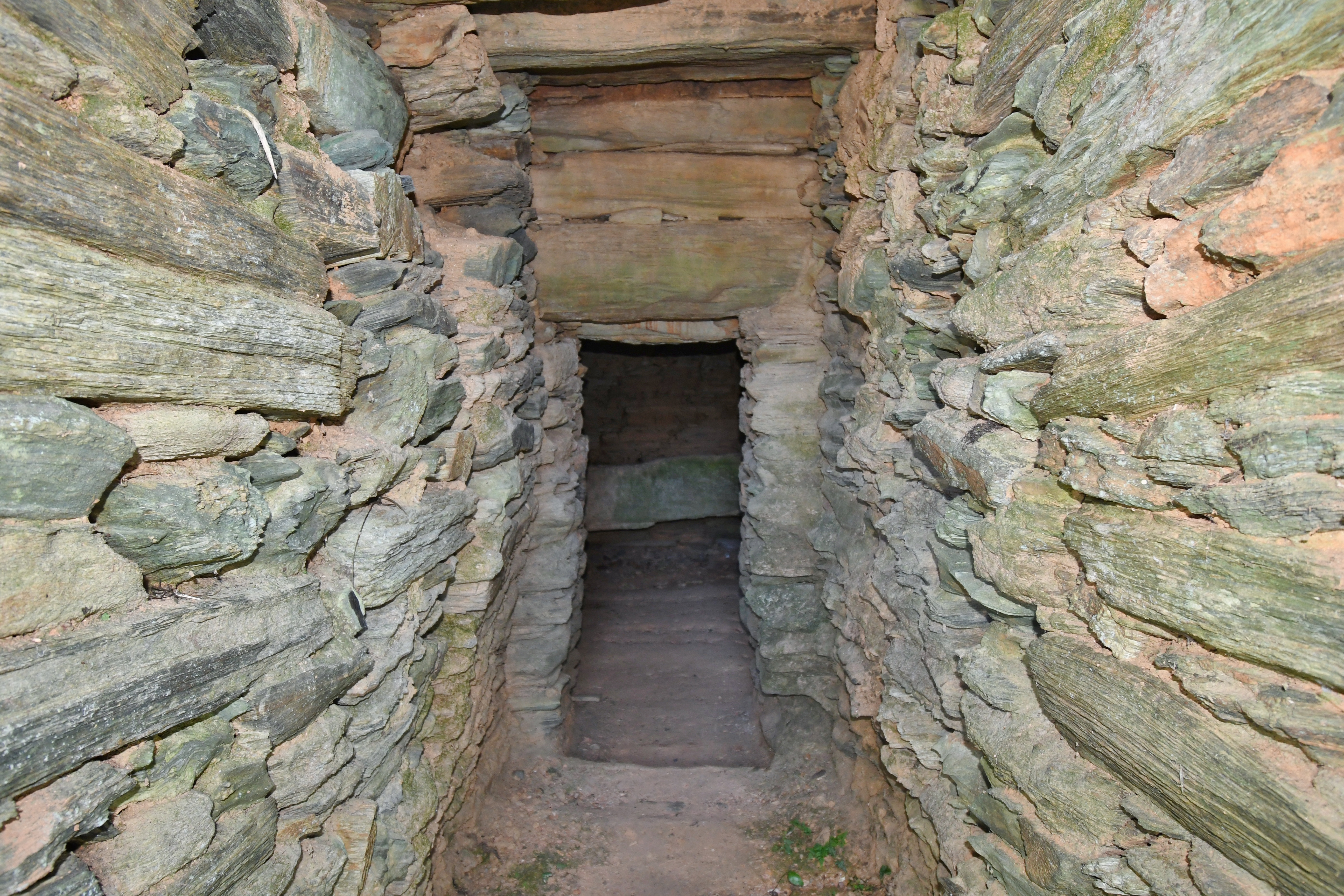
羨道（玄室方向）
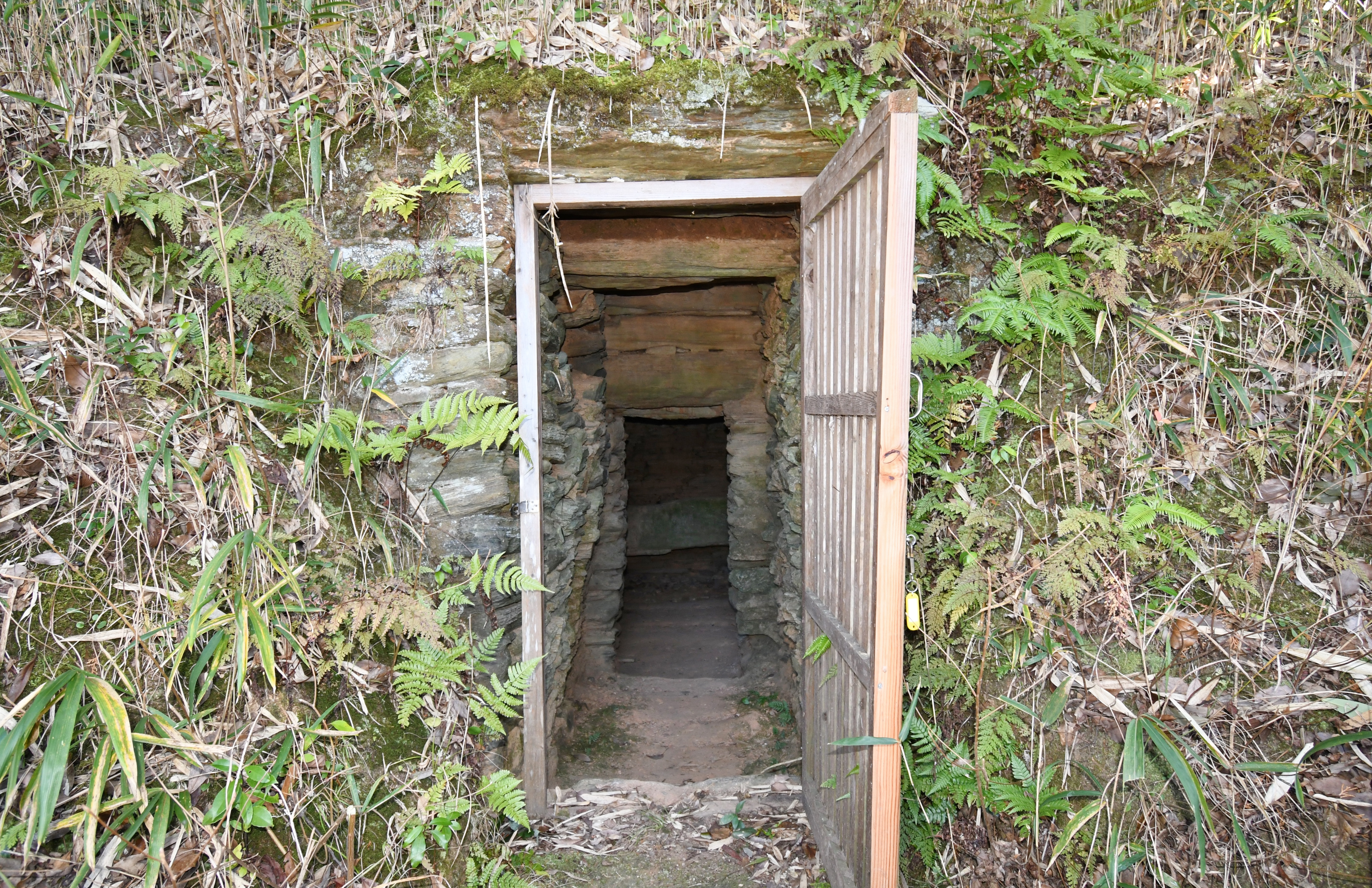
開口部

## 文化財

### 和歌山市指定文化財
- 史跡
  - 伊太祁曽神社1号墳 - 2021年（令和3年）5月17日指定[3][2]。